# 민간 부문
민간 부문은 정부가 소유하기 보다는 일반적으로 영리 또는 비영리를 위한 설립 수단으로 민간 그룹이 소유하는 경제의 일부이다. 민간 부문은 경제의 일부이다.
민간 부문은 일부 국가에서 대부분의 노동력을 고용한다. 민간 부문에서는 돈을 벌기 위한 동기에 따라 활동이 진행된다.
2013년 국제 금융 공사 (세계은행 그룹의 일부)의 연구에 따르면 개발도상국 일자리의 90%가 민간 부문에 있다고 밝혔다.
미국과 같은 자유 기업 국가에서는 민간 부문이 더 광범위하고 국가는 기업에 대한 제약을 더 적게 둔다. 중국과 같이 정부 권한이 더 많은 국가에서는 공공 부문이 경제의 대부분을 차지한다.
국가는 민간 부문을 법적으로 규제한다. 한 국가에서 운영되는 사업체는 해당 국가의 법률을 준수해야 한다.